# والاس جونسون
والاس جونسون (بالإنجليزية: Wallace Johnson)‏ هو لاعب كرة قاعدة أمريكي، ولد في 25 ديسمبر 1956 في غاري في الولايات المتحدة.

## وصلات خارجية
- والاس جونسون على موقعبيزبول رفرنس.كوم (الدوري الرئيسي) (الإنجليزية)
- والاس جونسون على موقعبيزبول رفرنس.كوم (الدوري الثانوي) (الإنجليزية)
- والاس جونسون على موقع مشجعي الرسوم البيانية (الإنجليزية)